# Lycastonereis indica
Lycastonereis indica är en ringmaskart som beskrevs av Nageswara-Rao 1981. Lycastonereis indica ingår i släktet Lycastonereis och familjen Nereididae. Inga underarter finns listade i Catalogue of Life.